# Алуетт-де-Монреаль
«Алуетт-де-Монреаль» (фр. Alouettes de Montréal) — професійна команда з Канадський футболу розташована в місті Монреаль в провінції Квебек.  Команда є членом Східного Дивізіону, Канадської Футбольної ліги.
Домашнім полем для «Алуетт» є Стадіон ім. Персівала Молсона і Ле Стад Олімпік під час плей-офф.

## Історія
Назва «Алуетт» (фр. alouette —«жайворон») походить із відомої французької пісні про жайворонка.  Команду засновано в 1946; по 1981 виступала під назвою «Алуетт-де-Монреаль».  Найуспішний її період тривав між роками 1950—1959, але вони програли команді Едмонтон Ескімос у фіналі Кубка Ґрей у роках 1954, 1955, і 1956. Хоч  1982 назву команди змінено на «Конкорд-де-Монреаль», фінансові кризи 1982 й 1986 років призвели до банкрутства.
У 1994 до Канадської Футбольної ліги вступила американська команда «Балтимор Сталіонс» (англ. Baltimore Stallions). Проте коли Канадська Футбольна ліга в 1996 відмовилася команд із США, ті ж балтиморці переїхали в Монреаль — і «Сталіонс» виявилися успішною командою, вигравши Кубок Ґрей у 1995.  Наступного року (1996) команді повернено первісну назву «Алуетт-де-Монреаль». У 2002 «Алуетт»  знову удостоїлися Кубка Ґрей.

## Статистика
Чемпіонат — Східний Дивізон 14 — 1946, 1953, 1954, 1955, 1956, 1974, 1977, 1979, 1999, 2000, 2002, 2003, 2004, 2006, 2008 i 2009.
Грали в Кубок Ґрей:
Алуетт 17 — 1949 (виграли), 1954 (програли), 1955 (програли), 1956 (програли), 1970[ (виграли), 1974 (виграли), 1975 (програли), 1977 (виграли), 1978 (програли), 1979 (програли), 2000 (програли), 2002 (виграли), 2003 (програли), 2005 (програли), 2006 (програли), 2008 (програли), 2009 (виграли).
Сталіонс 1994 (програли — представляли Балтимор), 1995 (виграли — представляли Балтимор).
Перемогли у Кубку Ґрея:: 7 («Алуетт» — 5, «Сталіонс» — 1)